# Unterschiede zwischen den jüdischen und islamischen Speisegesetzen

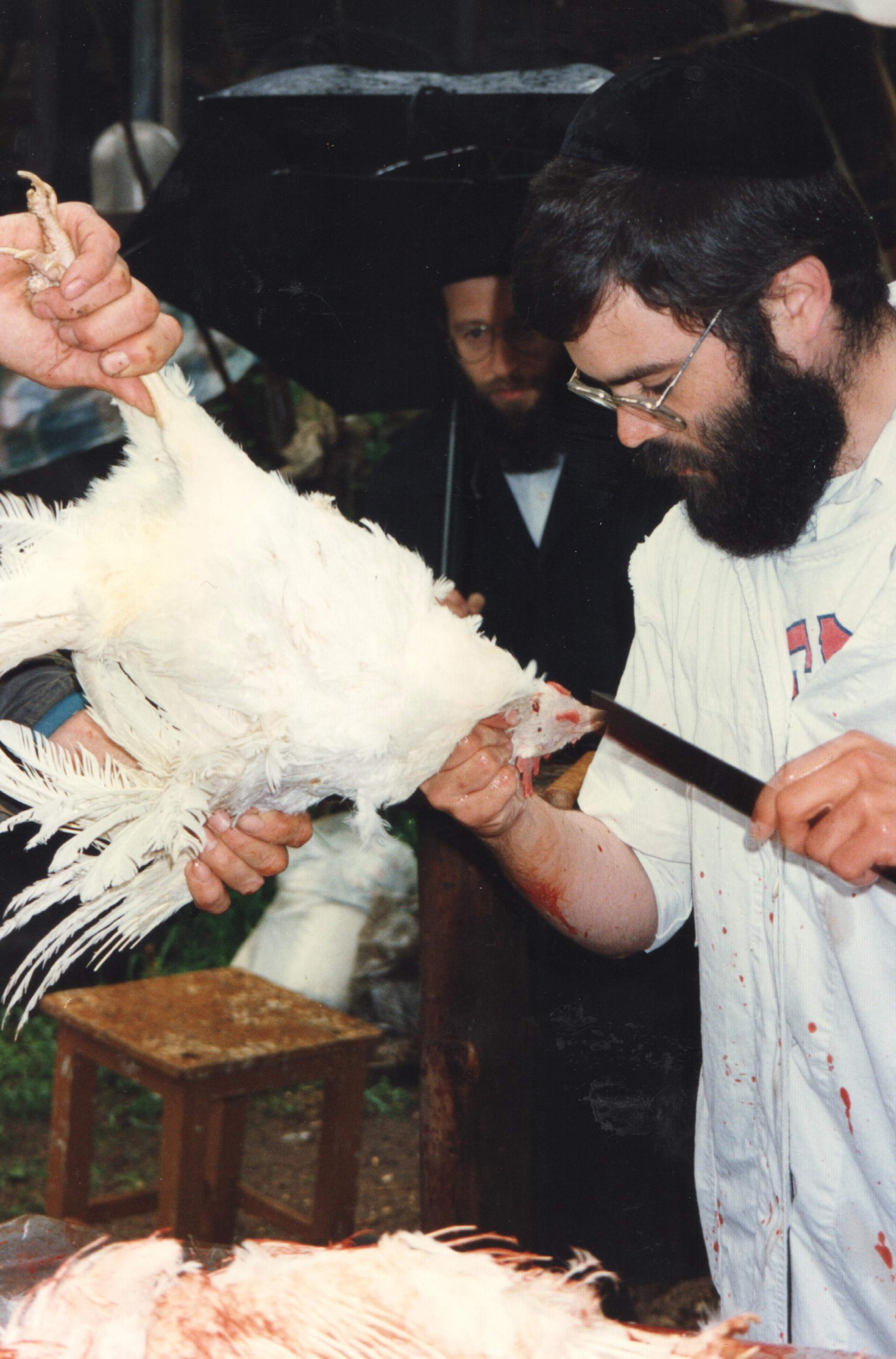
Jüdische Schlachtung von Geflügel

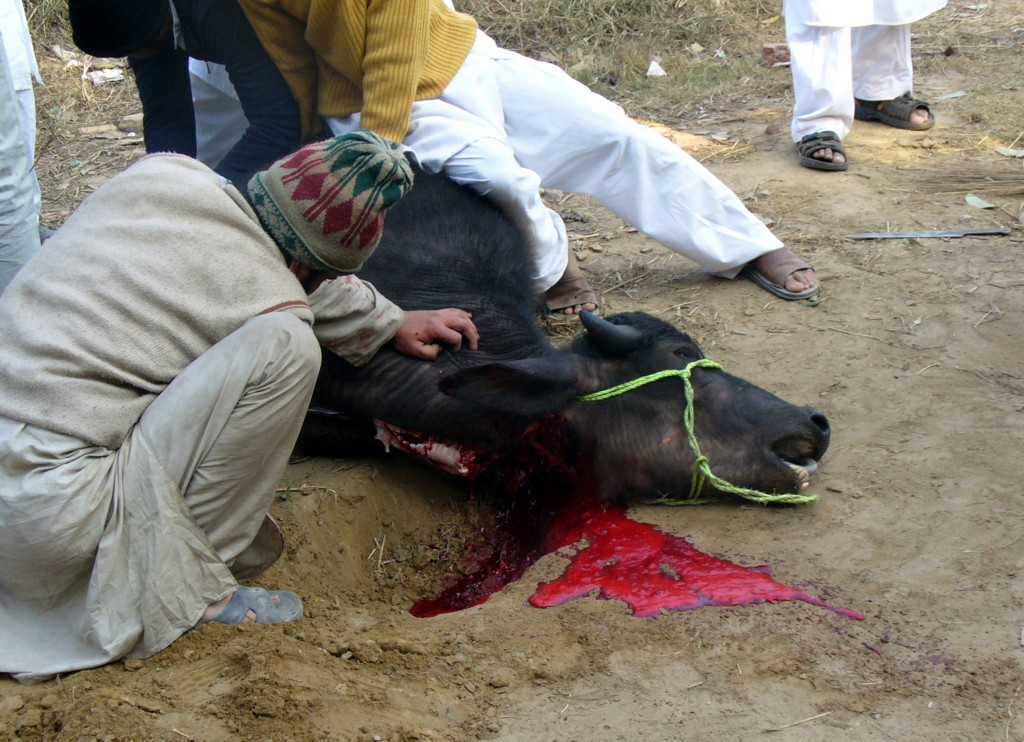
Muslime beim Schlachten eines Büffels

Die Unterschiede zwischen den jüdischen und islamischen Speisegesetzen bestehen in der Auswahl der Schlachttiere, der Schlachtung selbst, der Verarbeitung und Lagerung von Lebensmitteln sowie im Verbot von Alkoholika auf muslimischer Seite. Nach islamischem Recht ist der Verzehr von Fleisch nicht erlaubt, wenn die Bedingungen für eine gültige Schlachtung gemäß der Scharia nicht eingehalten wurden.

## Begriffsbestimmung
Der Begriff „ḥalāl“ حلال (wörtlich übersetzt: „erlaubt, statthaft“) beschreibt Handlungen, die gemäß dem islamischen Recht erlaubt sind. Das Gegenteil hiervon ist „haram“.
Der Begriff „koscher“ – ursprünglich hauptsächlich in Verwendung für die Regularien in Zusammenhang mit der Schlachtung, – finden nunmehr Verwendung für alle Speisegesetze, die von denjenigen eingehalten werden sollen, die auf die Einhaltung der jüdischen Speisegesetze achten. Bezüglich seiner Bedeutung ist der Begriff ähnlich seinem arabischen Pendant, jedoch offenbaren sich in der Terminologie zwei unterschiedliche Konzepte in beiden Religionen, nämlich das Konzept des Erlaubten und Verbotenen im Islam einerseits und das Konzept der Angemessenheit von Speisen im Judentum; abgeleitet ist das Wort kosher nämlich von כָּשֵׁר ‚kasher‘ und bedeutet so viel wie „passend, angemessen“.

## Vergleich zwischen halal und koscher
Dieser Abschnitt bietet einen Überblick über Gemeinsamkeiten und Unterschiede zwischen den jüdischen und islamischen Speisegesetzen.

### Gemeinsamkeiten
- Sowohl die jüdischen als auch die islamischen Speisegesetze definieren klar, welche Lebensmittel für den Verzehr erlaubt bzw. verboten sind und leiten diese Regelungen jeweils aus ihren kanonischen Quellen ab
- In beiden Religionen ist der Verzehr von Schweinefleisch nicht erlaubt
- Verbot aller Produkte, die aus oder mit Blut hergestellt wurden, kennen sowohl Halacha als auch die islamischen Speisegebote.
- Verbot des Verzehrs von Aas, also natürlich verendeten Tieren. Eine Ausnahme hiervon sind im Islam verendete Meerestiere, die verzehrt werden dürfen. (Vgl. Sahīh Muslim, Hadith No. 1935a)[2][3]
- Durch Insekten erzeugte Produkte (vor allem der Honig ist hier zu nennen) sind in beiden Religionen erlaubt.

### Ähnlichkeiten
- In beiden Religionen, Judentum und Islam müssen Tiere rituell geschlachtet werden; es bestehen jedoch Unterschiede bei den Anforderungen an den Ausführenden und an die Ausführung. Im Judentum wird die Schlachtung durch einen Rabbiner überwacht, der Schächter muss eine Person sein, die sich an die jüdischen Gesetze hält; im Islam muss die Person erwachsen, mental gesund und sachkundig sein. Meerestiere und Insekten sind gemäß beider Speisegesetze von der Pflicht zur Schlachtung befreit.
- Sowohl im Judentum als auch im Islam muss vor dem Schlachten ein Segensspruch ausgesprochen werden, im jüdischen Gesetz auch vor dem Betreten des Schlachtraums.
- Fische sind im Judentum erlaubt, jedoch nur wenn sie Flossen und Schuppen besitzen, im Islam sind sämtliche Fische und Meeresfrüchte erlaubt.
- Aus Fisch gewonnene Gelatine ist im Judentum unter den o. g. Voraussetzungen statthaft; der Islam kennt solche Vorgaben nicht.
- Die mechanische Schlachtung ist im Islam für die Schlachtung von Geflügel zugelassen, ansonsten verlangen sowohl die jüdischen als auch die islamischen Speisegebote eine manuelle Schlachtung.
- In der Halacha gibt es strenge Vorgaben für die Reinigung des Equipments, das zur Schlachtung verwendet wird. Im Islam gibt es keine solch strengen Vorgaben, jedoch ist auch hier eine Reinigung der Ausrüstung vorgesehen, die zur Entfernung von Unreinheiten dient.
- Im Judentum und Islam gilt der Verzehr von Insekten als verboten. Es gibt jeweils eine Ausnahme: Heuschrecken bei den Juden (Lev 11, 22)[4] und Muslimen.
- Pflanzliche Nahrungsmittel sind in beiden Religionen erlaubt, jedoch verbietet der Islam den Verzehr von Pflanzen mit giftigen oder berauschenden Inhaltsstoffen, bis diese unschädlich gemacht wurden.
- Weintrauben und daraus hergestellte Produkte sind im Islam und Judentum erlaubt, mit Ausnahme des Weines, der aufgrund seines Alkoholgehalts im Islam verboten ist. Wein gilt im Judentum nur dann als koscher, wenn er von einem Juden produziert wurde.
- Die Vermischung von Erlaubtem und Verbotenem führt im islamischen Gesetz dazu, dass die ganze Speise als verboten gilt (es sei denn, das Verbotene wird durch das Kochen entfernt, z. B. Gifte oder Alkohol). Das jüdische Gesetz erlaubt die Vermischung unter bestimmten Umständen, wenn der Anteil minimal ist (1/60), eine Unterscheidung von Erlaubtem und Verbotenem nicht mehr möglich ist und der Geschmack nicht verändert wurde.

### Unterschiede
- Das Verbot der Mischung milchiger und fleischiger Nahrung im Judentum
- Einsalzen dient im Judentum dazu, verbliebenes Blut aus dem Fleisch zu ziehen. Eine solche Regelung gibt es im Islam nicht. Gläubige Juden lassen das Fleisch in einer Salzlake ziehen.
- Fett vierbeiniger Tiere, das nicht innerhalb des Muskelgewebes liegt und leicht abgezogen werden kann (‚Haleb‘), muss gemäß der Halacha entfernt werden, ebenso gewisse Blutgefäße und Nerven beim Geflügel und anderen Tieren. Zumeist wird nur das vordere Viertel des Fleisches verwendet. Im Islam dürfen alle essbaren Teile des Schlachttiers vollständig verwertet werden.
- Die mechanische Schlachtung ist im Judentum generell nicht statthaft (siehe oben).
- Meeresfrüchte sind im Judentum nicht erlaubt, im Islam gemäß der meisten Rechtsschulen schon.
- Bei der Herstellung von Käse ist die Zugabe des Gerinnungsmittels durch einen Rabbiner erforderlich, damit der Käse als koscher angesehen werden kann. Im Islam gibt es für die Herstellung von Käse lediglich die Vorgabe, dass dieser aus Zutaten hergestellt werden muss, die halal sind.
- Aus Schweinefleisch hergestellte Gelatine gilt im Islam allgemein als verboten.
- Kanonische Quellen sind im Islam die Grundlage dessen, was erlaubt oder verboten ist. Im Judentum entstammt die Halacha aus der oralen Tradition und Interpretation der einschlägigen Kapitel der Thora, die in den ersten nachchristlichen Jahrhunderten im Talmud und weiteren Kommentaren festgelegt wurden.

## Zusammenfassung
Auch wenn Überschneidungen bestehen, so sind die islamischen und jüdischen Speisegesetze dennoch unterschiedlicher Natur. In diesem Zusammenhang von einer Spiegelung der Letzteren durch die schariarechtlichen Ernährungsvorschriften zu sprechen, wäre falsch. Dennoch erlaubt der Koran in Sure 5 Vers 5 den Muslimen, Speisen der Ahl al-kitāb (Schriftbesitzer), also der Juden und Christen (unter Maßgabe der Einhaltung ihrer eigenen Speisevorschriften), zu verzehren; umgekehrt gestattet die Halacha dies jedoch nicht. Überschneidungen und Unterschiede ergeben sich auch aus deren bedingten Flexibilität sowie aus der Tatsache der Existenz verschiedener Lehrmeinungen (wie am Beispiel der Meeresfrüchte erwähnt).